# Середземноморська дієта

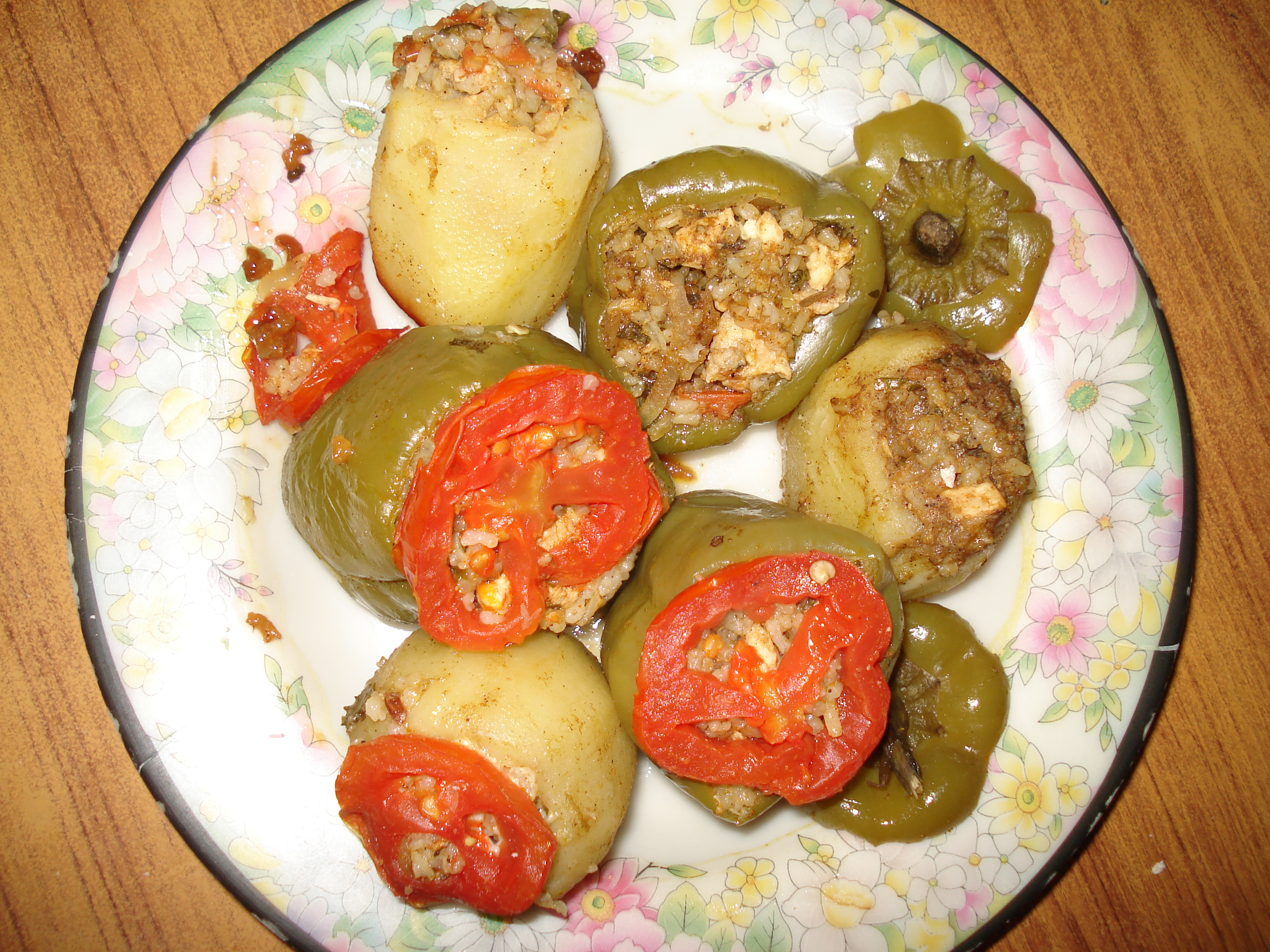
Турецька долма

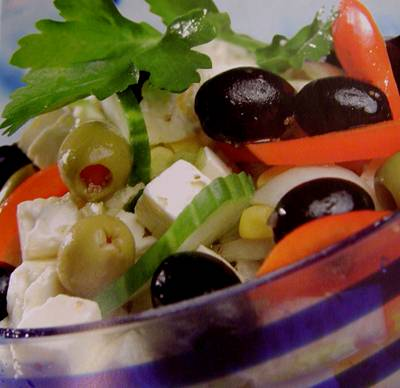
Грецький салат

Середземноморська дієта (англ. Mediterranean diet) — тип харчування, характерний для середземноморського регіону.

## Характерні риси

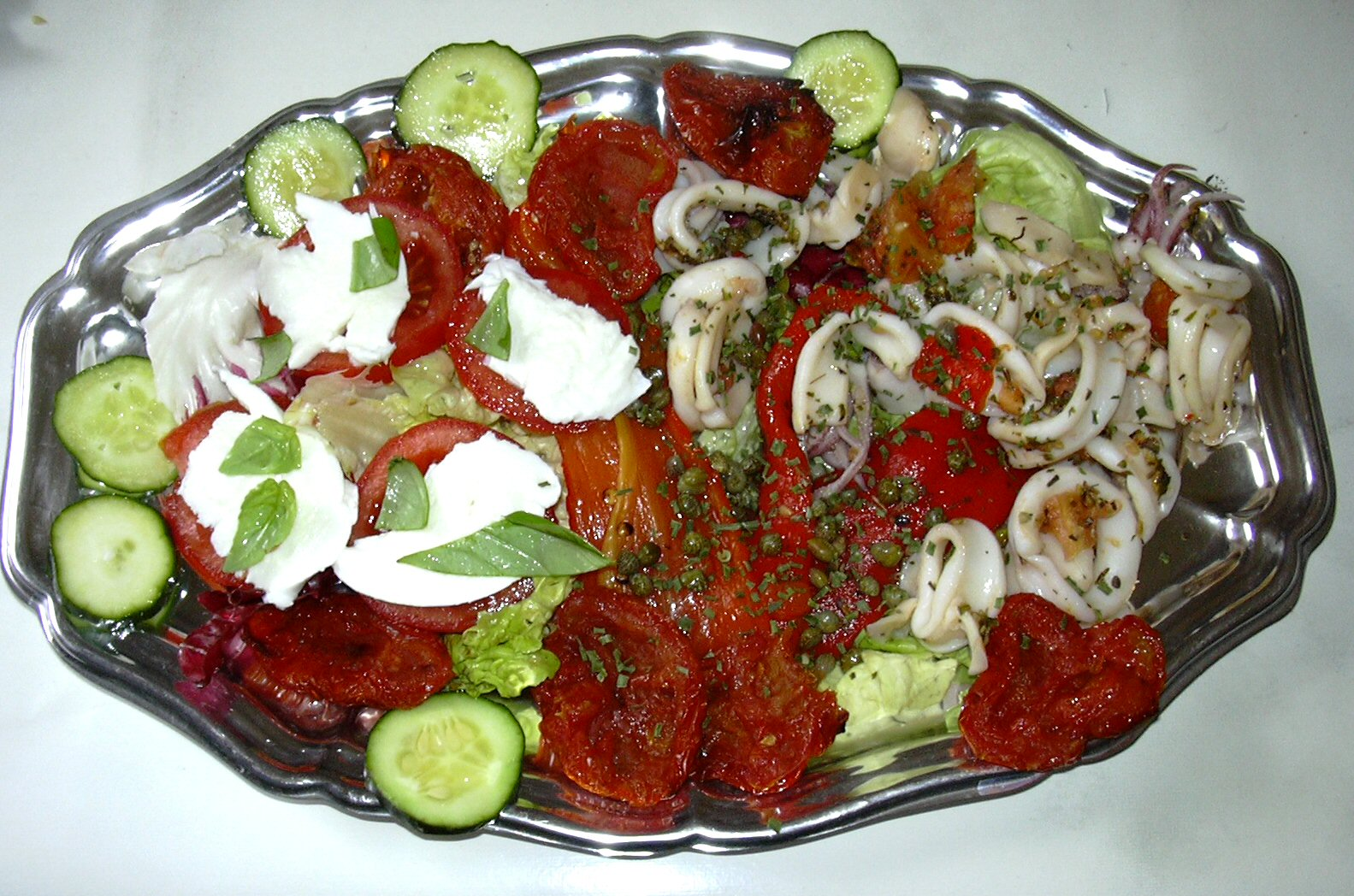
Антипасто з кальмарами

В 50-х роках XX століття Ансель та Маргарет Кей ввели у вжиток термін «середземноморська дієта». Середземноморська дієта — не якась певна система або інструкція, а сукупність харчових звичок та принципів, яких традиційно дотримуються жителі Середземномор'я. Дієта стала популярною у зв'язку з так званим французьким парадоксом: попри те, що жителі півдня Франції споживають достатньо велику кількість жиру, вони мають набагато нижчі показники серцево-судинних захворювань, ніж жителі таких країн як США.
Середземне море оточують не менше 16 країн, і традиції харчування різняться між цими країнами. Але є низка характеристик, загальних для них усіх:

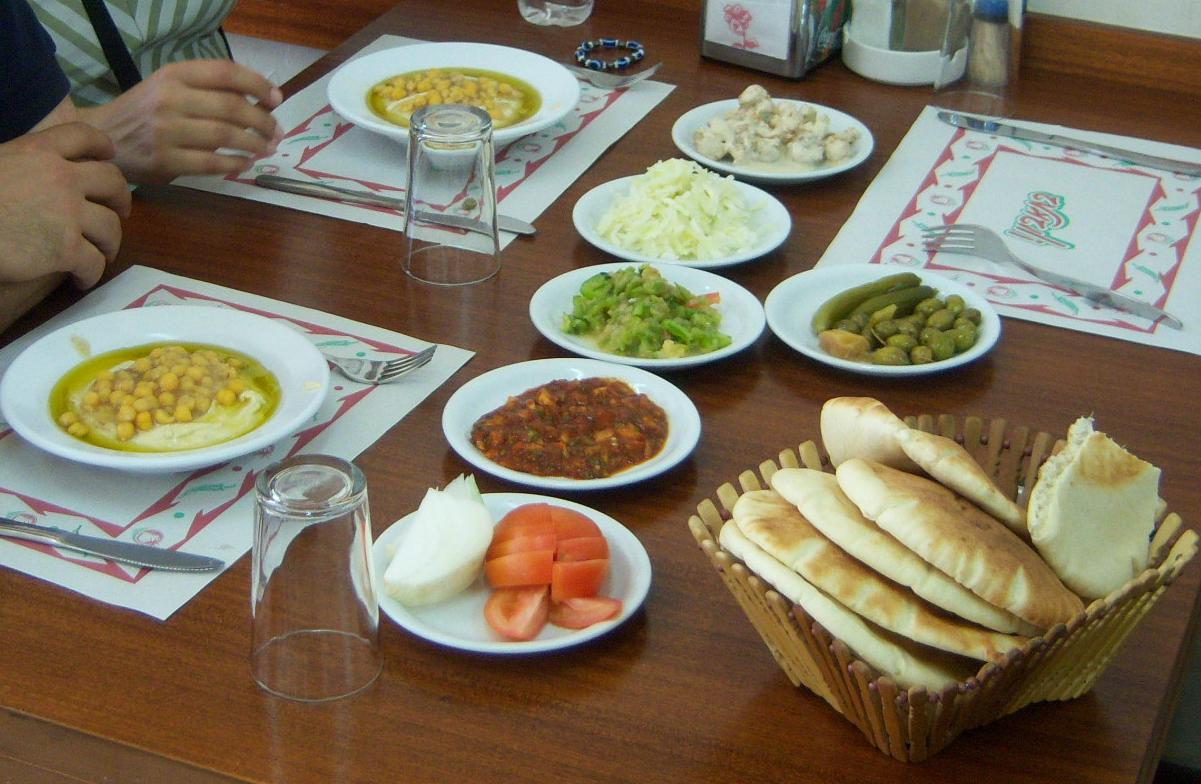
Сефардський сніданок (Ізраїль)

- Висока частка плодів, овочів, картоплі, бобів, горіхів, насіння, хліба та інших хлібних злаків в їжі.
- Активно використовують оливкова олія, яку використовується і для смаження і для приправи (в останньому випадку часто використовується олію холодної вичавки).
- У їжу йдуть помірні кількості риби, і невелика кількість м'яса. Важке м'ясо (свинина, яловичина або баранина) споживається регулярно, але не обов'язково щотижня. Пташине м'ясо (курятина, гусятина, страус) та яйця споживають майже кожного дня, але не обов'язково кожного дня.
- Переважно споживають йогурти зі знятого молока і сири з низьким відсотком жирності типу моцарели, фети, халумі, цфатського сиру. Йогурт також і жирний.
- Помірне споживання червоного вина, зазвичай з їжею (крім мусульманських країн). Бенкет в Марокко

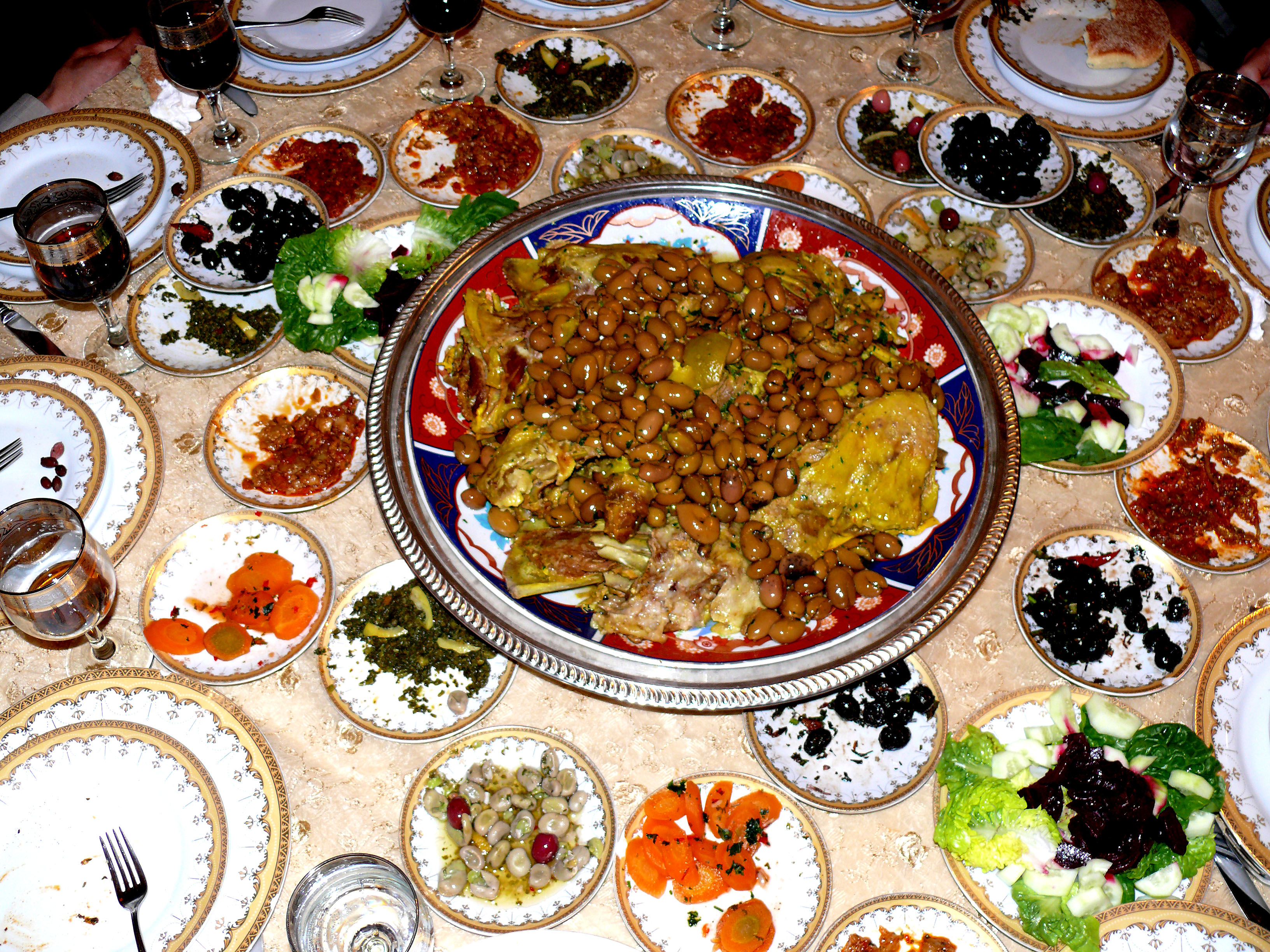
Бенкет в Марокко

- Характерне споживання свіжої місцевої сезонної продукції — овочів, фруктів та зелені.
- Солодощі — не кожний день.
- Активний спосіб життя.

## Вплив на здоров'я
Дослідження, проведене на вибірці з 22 000 осіб, показало, що прихильність до середземноморського типу харчування, у порівнянні з традиційним американським типом харчування, знижує на 33 % ризик виникнення серцевих і на 24 % ракових захворювань. Численні медичні дослідження показали, що жителі країн Середземномор'я менш схильні до ризику серцево-судинних захворювань, рідше страждають від надмірної ваги, підвищеного тиску, діабету. Середземноморська дієта також знижує ризик захворювання хворобою Альцгеймера. Це зумовлено насамперед вживанням в їжу свіжих овочів та фруктів, страв з зернових культур та помірної кількості м'яса та риби (жири потрапляють в організм переважно з оливкової олії).

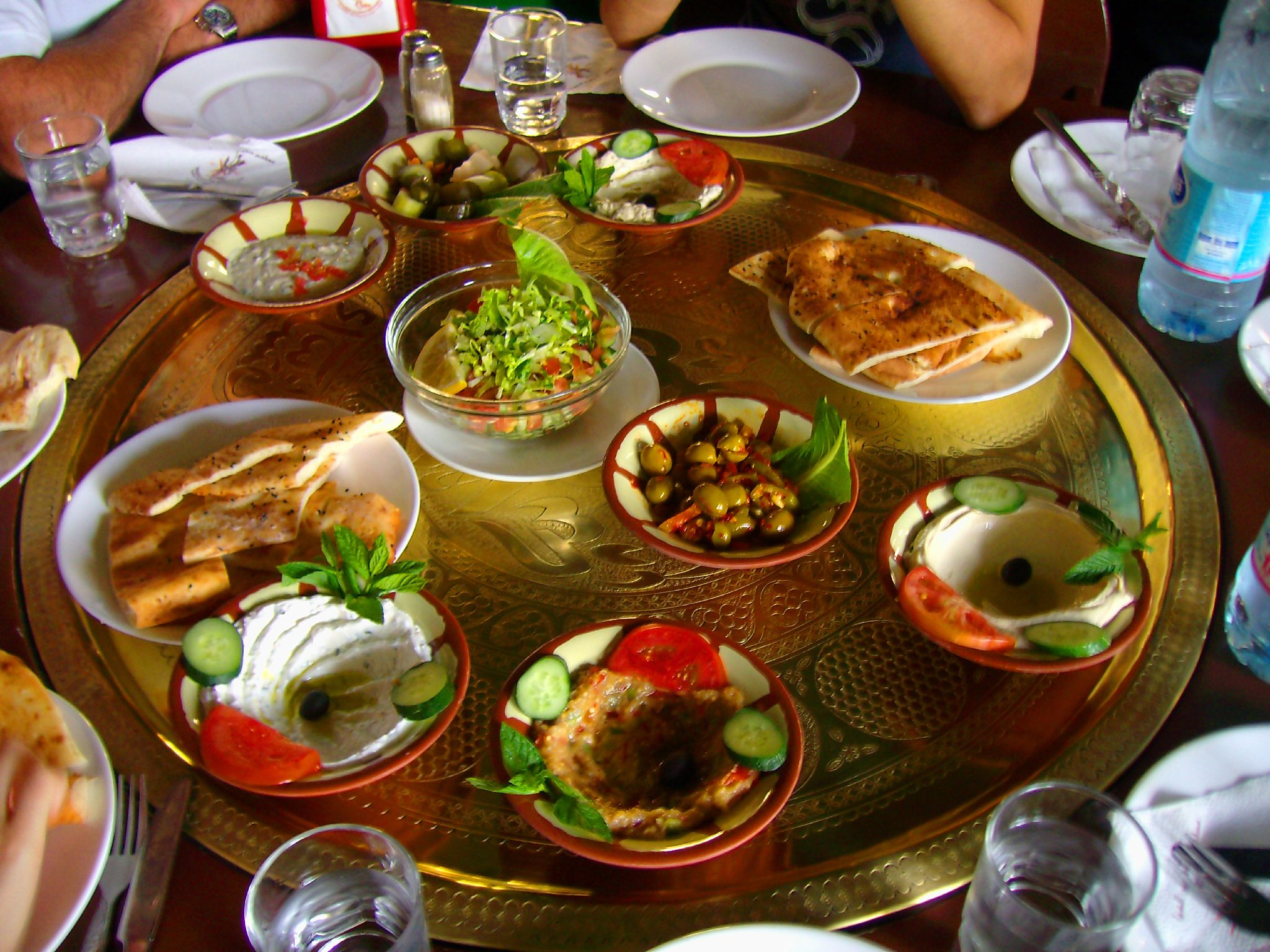
Мезе перед обідом в Йорданії

Багато наукових досліджень показало ефективність фруктів та овочів, горіхів, оливкової олії, жирних морепродуктів, бобових та цільнозернових у профілактиці багатьох хронічних хвороб та смертності від них.
Дослідження в сфері нутрігеноміки показали, що середземноморська дієта є, ймовірно, найкориснішою з превентивної точки зору. Вона позитивно пов'язана зі зниженням смертності, профілактує метаболічні порушення, серцево-судинні захворювання і деякі типи онкопатологій.
Ці переваги пояснюються великою кількістю харчових біологічно активних сполук, присутніх у середземноморських продуктах харчування. Прикладами цього є Curcuma longa (куркума), різноманітні поліфеноли, наприклад, ресвератрол, лікопен, кверцетин і поліфеноли в оливковій олії першого віджиму. Ці біологічно активні сполуки модифікують експресію генів та епігеном, запобігаючи розвитку багатьох захворювань.

## Типові продукти
- Оливкова олія та маслини
- Свіжі овочі: помідори, баклажани, болгарський перець, цукіні
- Часник, цибуля
- Риба та морепродукти
- Зелень, наприклад, чебрець, розмарин, орегано та базилік
- Білий хліб, паста та рис
- В деяких країнах регулярне вживання червоного вина

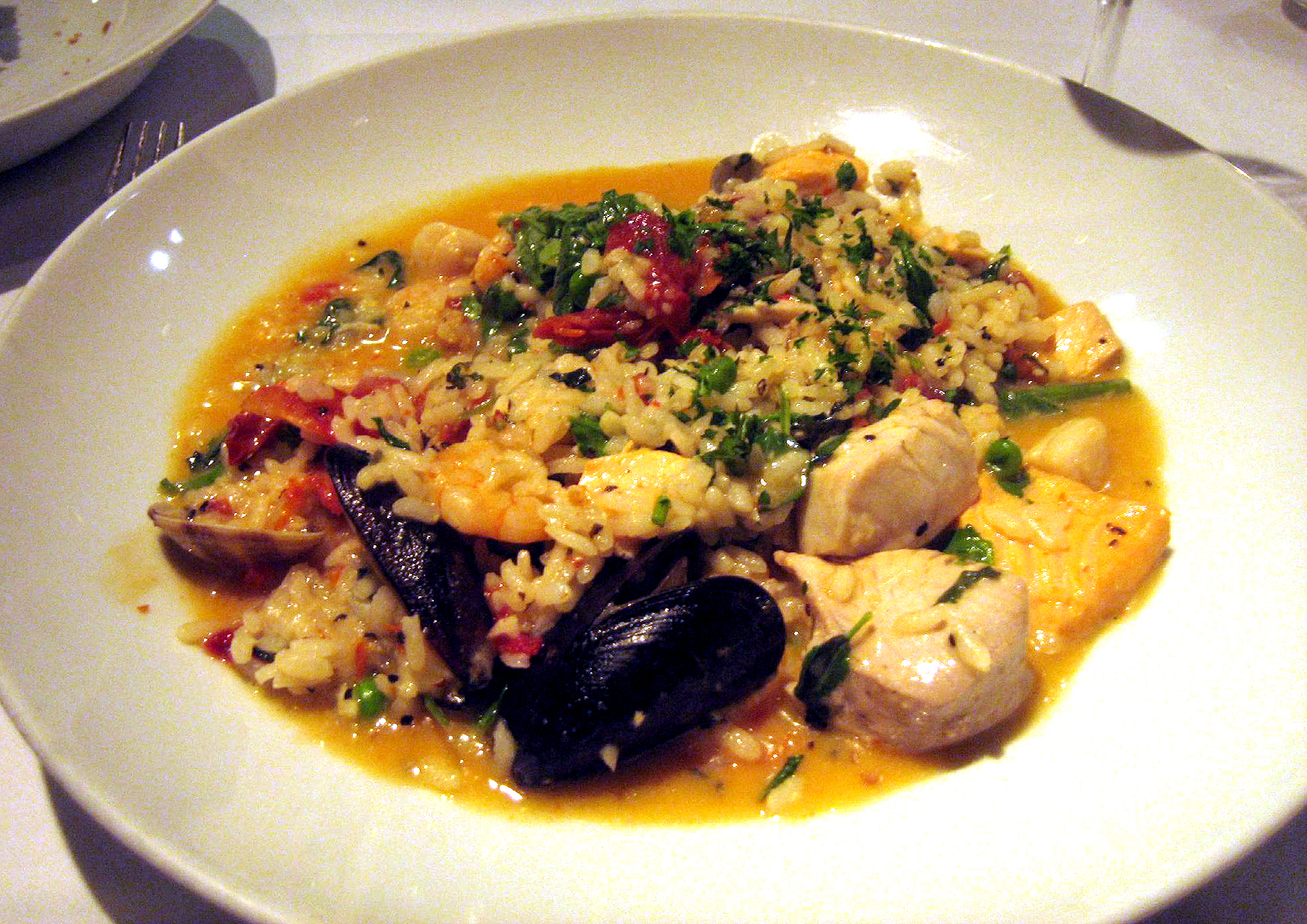
Ризото з морепродуктами

## Медичне дослідження
«Дослідження Сімох Країн» виявило, що чоловіки з Криту мали виключно низький рівень смертності від серцевих захворювань, не зважаючи на помірне та велике вживання жирів. Критська дієта, схожа на інші традиційні Середземноморські дієти, складається переважно з оливкової олії, хліба, великої кількості фруктів та овочів, риби, та помірної кількості молокопродуктів та вина.
Дослідження «Lyon Diet Heart Study», в якому намагались імітувати критську дієту, але з прагматичним підходом. Розуміючи, що деякі люди під час дослідження (всі які вижили після першого інфаркту) неохоче будуть переходити з вершкового масла на оливкову олію, вони використали маргарин на основі ріпакової олії. Зміна харчування також містила 20 % збільшення багатих на вітамін С фруктів та хліба, а також зменшення кількості обробленого та червоного м'яса. Завдяки цій дієті смертність від серцевих нападів зменшилась на 70 %. Ця дієта була настільки успішною, що комітет з етики вирішив зупинити дослідження передчасно, з метою якомога швидшого опублікування результатів.
Згідно з дослідженням від 2008 року, опублікованого в журналі British Medical Journal, традиційна середземноморська дієта надає реальний захист проти діабету другого типу. В дослідженні брали участь 13000 випускників Університету Наварри в Іспанії без відомостей про діабет, та які вступили до університету між груднем 1999 та листопадом 2007 року, та чиї харчові звички та здоров'я згодом відстежувалися. Учасники спочатку заповнювали анкету частоти вживання різних харчових продуктів, що складалась з 136 пунктів, та була розроблена для оцінки всієї дієти. Анкета також включала питання про вживання жирів та олій, методів готування та дієтичних добавок. Кожні два роки учасникам відсилали анкети стосовно дієти, стилю життя, факторів ризику, та захворювань. За медичними звітами були підтверджені нові випадки діабету. Під час наступного періоду (в середньому 4,4 роки) дослідники з Університету Наварри виявили, що учасники, у яких харчування було близьким до Середземноморської дієти, мали менший ризик на захворювання діабетом. Велика схильність до такої дієти була пов'язана з 83 % відносного зниження ризику розвитку діабету.
Мета-аналіз, опублікований в журналі British Medical Journal в 2008 році показав, що жорстке дотримування Середземноморській дієті знизило ризик смерті від раку та серцевих захворювань, а також ризик розвинення хвороб Паркінсона та Альцгеймера. Результати показали 9 %, 9 %, та 6 % зниження всього, серцеві захворювання та смерть від раку, відповідно. Дослідження 2007 року також показало, що дотримання Середземноморської дієти може вплинути не тільки на ризик захворювання на хворобу Альцгеймера, але і на її розвиток: Більше дотримання Середземноморської дієти асоціюється з меншою смертністю від хвороби Альцгеймера.
Класичним щодо профілактичної ролі середземноморської дієти є дослідження PREDIMED (Prevencion con Dieta Mediterranea).
Баланс харчування:
- 60 % вуглеводів (хліб, макаронні вироби, фрукти, овочі)
- 30 % жирів (головним чином оливкова олія)
- 10 % білків (м'ясо, риба, боби, горох, квасоля)

## Варіанти дієти
Існує варіант середземноморської дієти, знаний як MIND (Mediterranean-DASH Intervention for Neurodegenerative Delay), або середземноморське-DASH втручання для корекції нейродегенеративної затримки. Дієта MIND спрямована на зменшення проявів деменції та покращення здоров'я мозку, яке часто відбувається у процесі старіння, насамперед хвороби Альцгеймера. Ця дієта поєднує принципи двох популярних дієт — середземноморської та дієтичних підходів до лікування гіпертензії — DASH (Dietary Approaches to Stop Hypertension).
Останнім часом з'явилась так звана зелена середземноморська дієта (Green-Mediterranean diet), що збагачена на рослинні поліфеноли та білки, які володіють пребіотичними здібностями і суттєво покращують кардіометаболічне здоров'я та стан мікробіоти кишки. Традиційна середземноморська дієта включає рибу та морепродукти як основне джерело тваринного білка, менша роль відводиться птиці, яйцям та молочним продуктам.. «Зелена» середземноморська дієта повністю виключає червоне м'ясо і заохочує інші джерела тваринного білка, а також рослинні білки, що лежать в основі раціону (горіхи, насіння, бобові). Існує декілька способів збільшення поліфенолів та рослинних білків у раціоні. Приправи, фрукти, овочі, бобові, горіхи, насіння, чай, вино та цільні зерна, такі як пшениця та жито містять поліфеноли, пов'язані з позитивним впливом на серцево-судинне та метаболічне здоров'я. Також слід споживати більше цільної сої, наприклад тофу, квасолі та сочевиці, харчових дріжджів, горіхів та спіруліни. Прикладами страв «зеленої» середземноморської дієти є тарілка хумусу, лаваш із цільної пшениці та фалафель, макарони на основі квасолі з томатним соусом або овочі та кіноа.